# Sicomancia
Se llama sicomancia (de sike, 'higuera') a un tipo de adivinación que practicaban los antiguos a través de las higueras. 
Para ello, escribían en las hojas de estos árboles las preguntas o asuntos sobre los que se deseaba estar enterados. Cuanto más tardaba la hoja en marchitarse tanto más se mostraba propicio el augurio. Sin embargo, se manifestaba funesto si la hoja se secaba en el mismo instante en que el adivino escribía su pregunta. 